# 2004년 하계 올림픽 축구
제28회 하계 올림픽 축구 경기는 2004년 8월 11일부터 8월 28일까지 그리스에서 열렸다. 남자부는 23세 이하 선수들만 출전하였지만, 남자부에 한해 23세를 초과하는 선수가 한 팀 안에서 최대 3명까지 출전하는 것이 허용되었다. 여자부는 연령 제한 없이 국가대표팀이 출전하였다.

## 참가국

### 남자
| A조 - 말리 - 대한민국 - 멕시코 - 그리스 | B조 - 파라과이 - 이탈리아 - 가나 - 일본 | C조 - 아르헨티나 - 오스트레일리아 - 튀니지 - 세르비아 몬테네그로 | D조 - 이라크 - 코스타리카 - 모로코 - 포르투갈 |

#### 메달
| 종목        | 금         | 은       | 동       |
| ----------- | ---------- | -------- | -------- |
| 남자부 축구 | 아르헨티나 | 파라과이 | 이탈리아 |

### 여자
| A조 - 스웨덴 - 나이지리아 - 일본 | B조 - 독일 - 멕시코 - 중화인민공화국 | C조 - 미국 - 브라질 - 오스트레일리아 - 그리스 |

#### 메달
| 종목        | 금   | 은     | 동     |
| ----------- | ---- | ------ | ------ |
| 여자부 축구 | 미국 | 브라질 | 그리스 |